# Quyền LGBT ở Áo
Quyền đồng tính nữ, đồng tính nam, song tính và chuyển giới (tiếng Đức: Lesben, Schwule, Bisexuelle und Transgender) ở Áo đã tiến bộ đáng kể trong thế kỷ 21. Cả nam và nữ hoạt động tình dục đồng giới đều hợp pháp trong Áo. Quan hệ đối tác đã đăng ký được giới thiệu vào năm 2010, mang lại cho các cặp đôi đồng giới một số quyền của hôn nhân. Việc nhận con nuôi đã được hợp pháp hóa vào năm 2013, trong khi việc nhận con nuôi hoàn toàn đã được hợp pháp hóa bởi Tòa án Hiến pháp Áo vào tháng 1 năm 2015. Vào ngày 5 tháng 12 năm 2017, Tòa án Hiến pháp Áo đã quyết định hợp pháp hóa hôn nhân đồng giới, và phán quyết có hiệu lực vào ngày 1 tháng 1 năm 2019.
Đất nước, trong khi chịu ảnh hưởng của Công giáo La Mã, đã dần trở nên tự do với luật pháp và ý kiến xã hội liên quan đến xu hướng tính dục và bản dạng giới.

## Chống phân biệt đối xử
Bộ luật Lao động liên bang đã bao gồm các biện pháp bảo vệ chống phân biệt đối xử trên cơ sở khuynh hướng tình dục từ năm 2004, để tuân theo việc thực thi luật pháp của EU cấm phân biệt đối xử trên cơ sở đó. Bản sắc giới tính và trạng thái liên giới tính không được bao gồm rõ ràng, nhưng được coi là được bảo vệ theo "giới tính". Vào tháng 1 năm 2017, Hạ viện Áo (Niederösterreich) đã trở thành quốc gia Áo cuối cùng (Bundesland) cập nhật luật chống phân biệt đối xử để che đậy xu hướng tình dục trong việc cung cấp hàng hóa và dịch vụ. Mọi tiểu bang khác đã thiết lập luật chống phân biệt đối xử về khuynh hướng tình dục.
"Đạo luật An ninh Cảnh sát" năm 1993 yêu cầu cảnh sát kiềm chế mọi hành động có thể tạo ra ấn tượng sai lệch hoặc có thể bị coi là phân biệt đối xử vì lý do khuynh hướng tình dục. Vienna đã có  Luật bảo vệ thanh thiếu niên  từ năm 2002 và một thành phố, Bludenz, đã thông qua một tuyên bố không phân biệt đối xử bao gồm khuynh hướng tình dục vào năm 1998. Hiến pháp Liên bang về mặt lý thuyết bảo vệ mọi công dân như nhau, nhưng một số bản án của Tòa án Hiến pháp đã xác nhận rằng những biện pháp bảo vệ này không phải lúc nào cũng được thi hành.
Vào năm 2015, Quốc hội Áo đã phê chuẩn sửa đổi Bộ luật Hình sự, cấm các tội ác căm thù và các bài phát biểu thù địch trên cơ sở khuynh hướng tình dục. Các thay đổi có hiệu lực vào ngày 1 tháng 1 năm 2016.

## Bảng tóm tắt
| Hoạt động tình dục đồng giới hợp pháp                                                                                       | (Từ năm 1971)                                                       |
| Độ tuổi đồng ý | (Từ năm 2002)                                                       |
| Luật chống phân biệt đối xử trong việc làm                                                                                  | (Từ năm 2004)                                                       |
| Luật chống phân biệt đối xử trong việc cung cấp hàng hóa và dịch vụ                                                         | (Toàn quốc từ năm 2017)                                             |
| Luật chống phân biệt đối xử trong tất cả các lĩnh vực khác (bao gồm phân biệt đối xử gián tiếp, ngôn từ kích động thù địch) | (Từ năm 2016)                                                       |
| Luật chống phân biệt đối xử liên quan đến bản dạng giới                                                                     | (Từ năm 2004)                                                       |
| Hôn nhân đồng giới | (Từ năm 2019)                                                       |
| Công nhận các cặp đồng giới (ví dụ: sống chung không đăng ký, quan hệ đối tác trọn đời)                                     | (Từ năm 2003)                                                       |
| Nhận con nuôi là con riêng của các cặp vợ chồng đồng giới                                                                   | (Từ năm 2013)                                                       |
| Nhận con nuôi chung của các cặp đồng giới                                                                                   | (Từ năm 2016)                                                       |
| Nhận nuôi bởi những người độc thân bất kể xu hướng tình dục                                                                 | Yes                                                                 |
| Tự động làm cha mẹ trong giấy khai sinh cho con của các cặp đồng giới                                                       | Yes                                                                 |
| Người LGBT được phép phục vụ công khai trong quân đội                                                                       | Yes                                                                 |
| Quyền thay đổi giới tính hợp pháp                                                                                           | (Từ năm 2009)                                                       |
| Lựa chọn giới tính thứ ba                                                                                                   | (Từ năm 2018)                                                       |
| Truy cập IVF cho các cặp đồng tính nữ                                                                                       | (Từ năm 2014)                                                       |
| Liệu pháp chuyển đổi bị cấm theo luật                                                                                       | No                                                                  |
| Trẻ vị thành niên liên giới tính được bảo vệ khỏi các thủ tục phẫu thuật xâm lấn                                            | (Từ năm 2018)                                                       |
| Đồng tính luyến ái được loại khỏi danh sách bệnh                                                                            | Yes                                                                 |
| Mang thai hộ thương mại cho các cặp đồng tính nam                                                                           | (Bất hợp pháp cho tất cả các cặp vợ chồng bất kể xu hướng tình dục) |
| NQHN được phép hiến máu | [ 7 ]                                                               |